# Ochlesis carinatus
Ochlesis carinatus is een vlokreeftensoort uit de familie van de Ochlesidae. De wetenschappelijke naam van de soort is voor het eerst geldig gepubliceerd in 1986 door Ledoyer.